# Dionisio Mejía
Dionisio Mejía (6 de janeiro de 1907 - 17 de julho de 1963) foi um futebolista mexicano. Ele competiu na Copa do Mundo FIFA de 1930, sediada no Uruguai.